# Manfred Walter
Manfred Walter (n. 31 iulie 1937, Wurzen, Statul Liber Prusia⁠(d), Germania) este un fotbalist ce a reprezentat Republica Democrată Germană, medaliat olimpic. A participat la o ediție a Jocurilor Olimpice (1964) în care a câștigat o medalie de bronz.

## Participări
Lista de mai jos prezintă principalele competiții la care a participat Manfred Walter de-a lungul carierei.
- football at the 1964 Summer Olympics[*]